# Адам Стшалковський
Адам Стшалковський (1923—2020) — польський фізик-ядерник, фахівець з вивчення ядерних реакцій і взаємодій. Один із польських піонерів у спостереженні астрономічних об'єктів за допомогою радіотелескопів. Випускник і професор Ягеллонського університету, член Польської академії знань.

## Біографія
Народився 26 листопада 1923 року в Тенчинеку. У 1948 році він здобув диплом з фізики в Ягеллонському університеті в Кракові, але він був співробітником цього університету й раніше — з 1945 року, коли працював на кафедрі фізики атомного ядра співробітником професора Генрика Неводнічанського. У 1960 році він здобув ступінь доктора філософії з фізики за дослідження в галузі розсіювання дейтронів, які він проводив під час наукового стажування в Лабораторії ядерної фізики в Ліверпулі. Після повернення до Польщі брав участь в організації Інституту ядерної фізики в Кракові. Його роботи з пружного розсіювання дейтронів на атомних ядрах принесли йому міжнародне визнання та стали основою для його габілітаційної роботи. Габілітацію отримав у 1963 році, а звання професора — у 1971 році.
Професійно Стшалковський спочатку був пов'язаний з Астрономічною обсерваторією при Ягеллонському університеті, де разом з Олегом Чижевським і Єжи де Мезером побудував перший у Польщі радіотелескоп для спостереження Сонця. Крім того, разом з Яном Весоловським та Єжи Яніком він відновив вимірювання космічної радіації в соляній шахті у Величці, які проводив до війни Мечислав Єжевський. Наприкінці 1940-х років почав працювати на кафедрі ядерної фізики, а також займався будівництвом циклотрона та електростатичного прискорювача в Інституті фізики Ягеллонського університету. У 1963 році він організував Школу фізики в Катовіце, яка з часом стала частиною філії Ягеллонського університету в Катовіце (пізніше Сілезького університету), за що він отримав ступінь почесного доктора Сілезького університету. Крім того, він був директором Інституту фізики Ягеллонського університету, заступником директора Інституту ядерної фізики та віце-канцлером Ягеллонського університету.
Член Польської академії навчання, Польського фізичного товариства, Європейського фізичного товариства, Комітету Physics Letters. Автор понад 160 наукових публікацій, науковий керівник 17 дисертацій з ядерної фізики.
Помер 25 липня 2020 року і похований 31 липня на Броновицькому цвинтарі в Кракові.

## Публікації
Автор науково-популярних книг і підручників, в тому числі:
- З останніх досягнень фізики: від симетрії у фізиці до об'єднання природних сил[6],
- Вступ до ядерної фізики[4],
- Про сили, які правлять світом: про основні сили — гравітаційну, електромагнітну, сильну та слабку[7],
- З останніх досягнень фізики[6].

## Відзнаки
- Командорський хрест із зіркою Ордена Відродження Польщі (2000)[8]
- Офіцерський хрест ордена Відродження Польщі[3]
- Лицарський хрест Ордена Відродження Польщі[3]
- Медаль Комісії народної освіти[pl][4]
- Медаль «Заслужений учитель»[pl][4]
- Хрест заслуги 1-го ступеня ордена «За заслуги перед Федеративною Республікою Німеччина»[3]
- Нагорода Державної ради з використання ядерної енергії в мирних цілях[4]
- Нагорода Міністра науки, вищої освіти та технологій[4]
- Нагорода міністра охорони здоров'я та соціального захисту[4]
- Знак за заслуги перед Катовицьким воєводством[3]
- Медаль Сілезького університету[3] (1995)[4]